# Attagenus extinctus
Attagenus extinctus là một loài bọ cánh cứng trong họ Dermestidae. Loài này được C. Heyden & L. Heyden miêu tả khoa học năm 1865.